# Palmeira (Cap-Vert)
Palmeira est un village du Cap-Vert sur l'île de Sal.

## Géographie

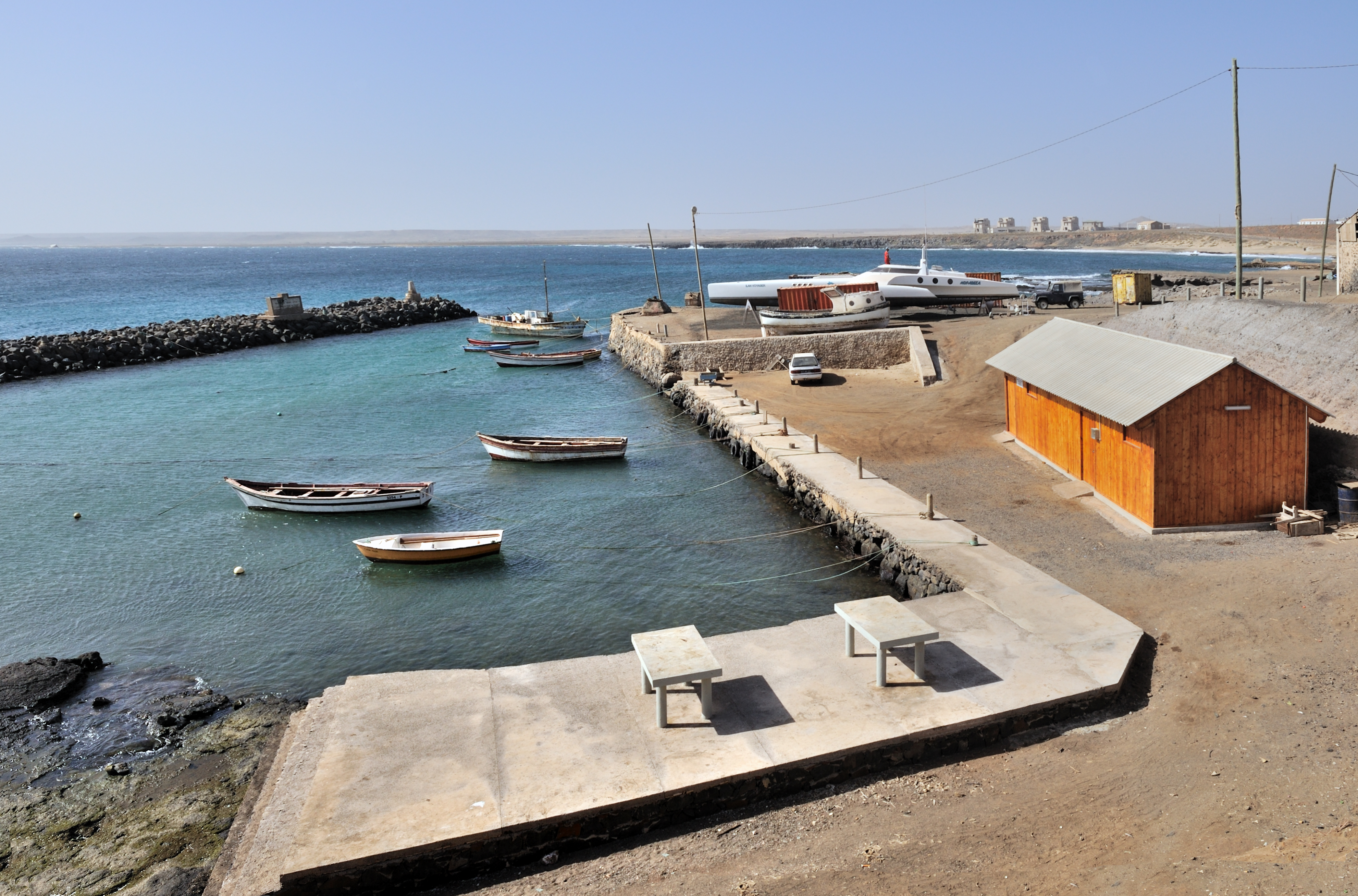
Jetée du port de Palmeira

Situé à 7 km au nord-ouest d'Espargos, il s'agit du principal port de pêche de l'île.

## Économie

Pêche traditionnelle à Palmeira
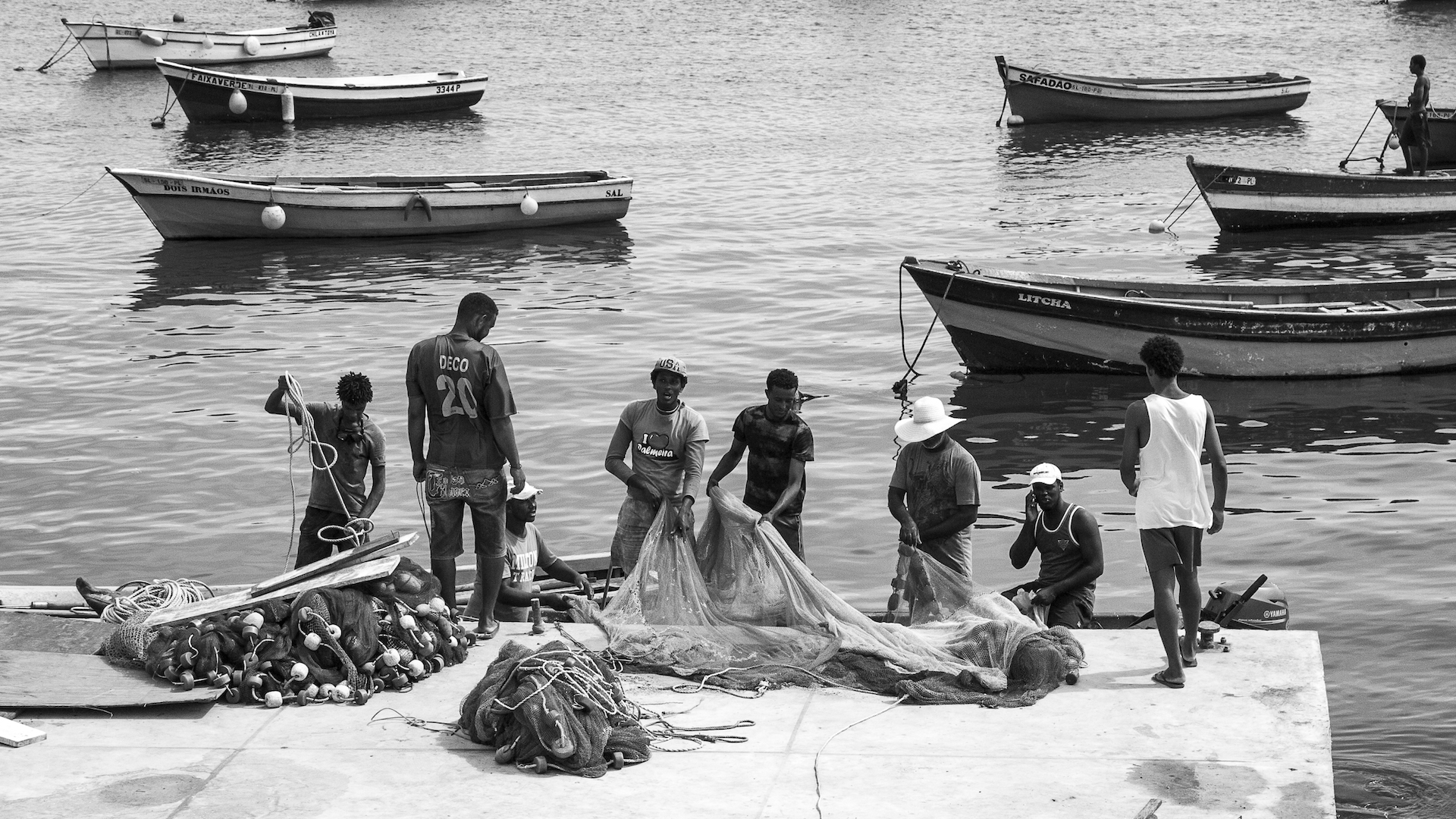
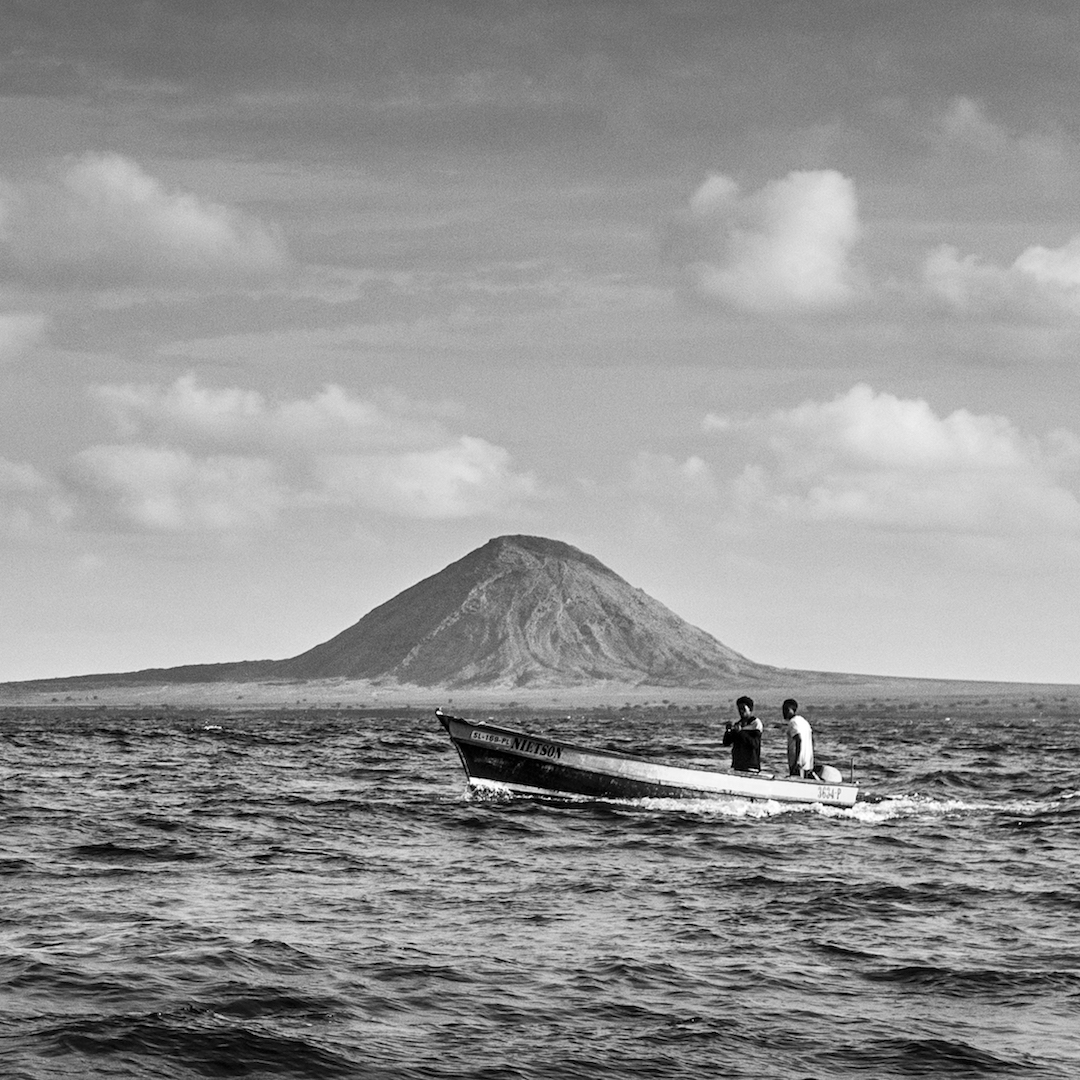
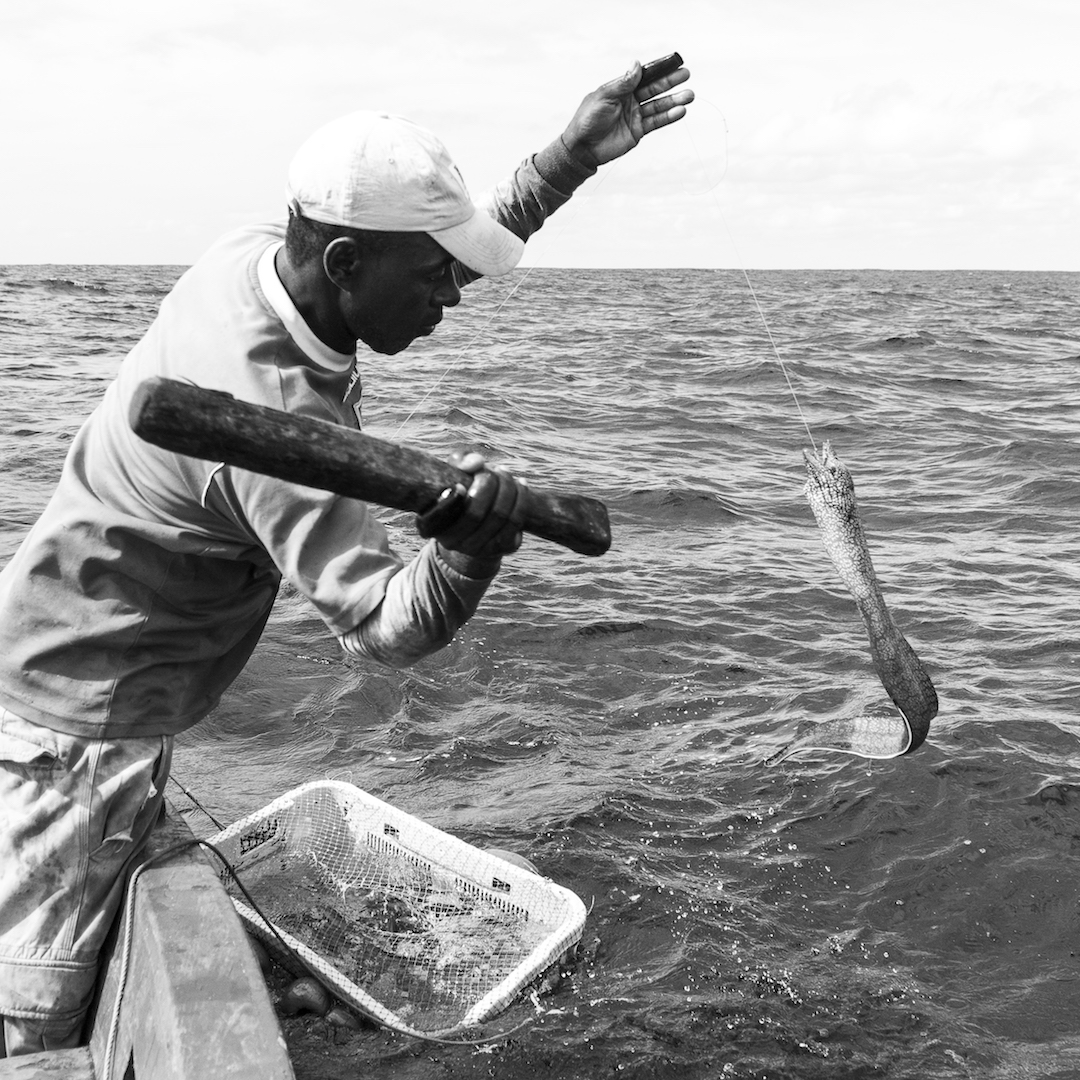
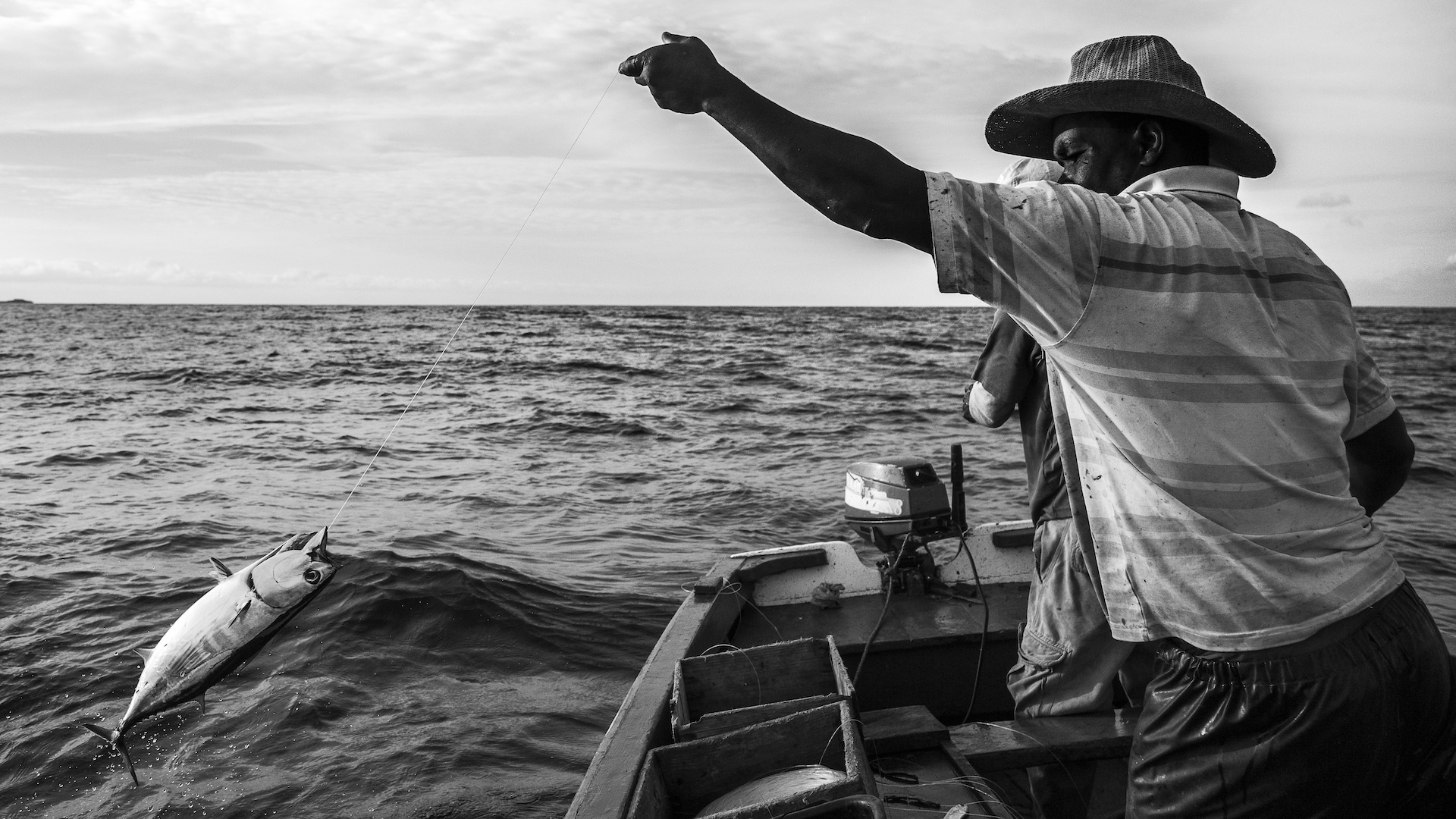
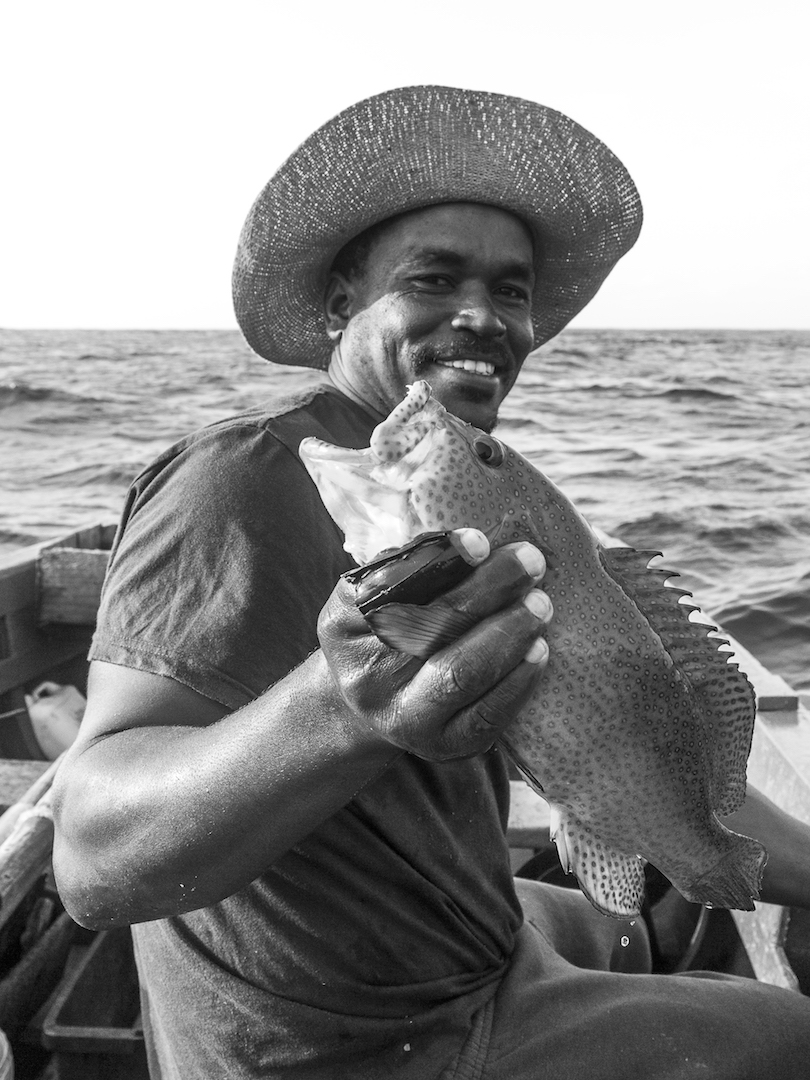